# Oeralmasjstadion

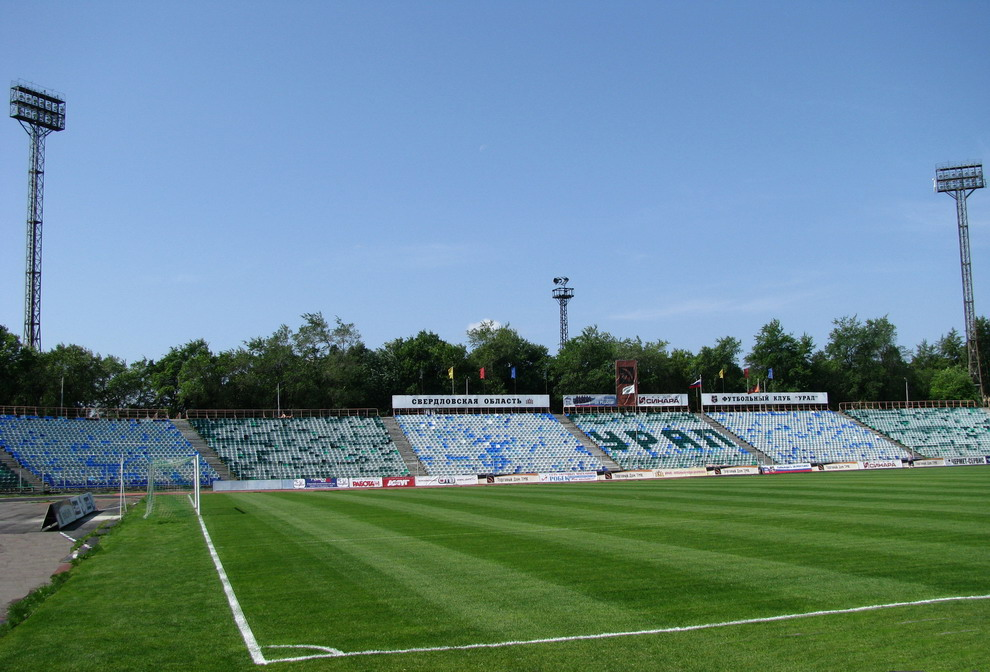
Oeralmasjstadion

De SKB-Bank Arena (vroeger Oeralmasjstadion (Russisch: Уралмаш Стадион)) is een multifunctioneel stadion in het district Ordzjonikidzevski van de Russische stad Jekaterinenburg. Het stadion vormt de thuisbasis van voetbalclub FK Oeral, dat tot 2002 bekend was onder de naam Oeralmasj. Het stadion wordt vooral voor voetbalwedstrijden gebruikt en heeft een capaciteit van 13.000 bezoekers.